# گیاهان چندهاگدانه
گیاهان چندهاگدانه (انگلیسی: Polysporangiophyte) آن دسته از گیاهان هستند که در آن‌ها نسل هاگ‌رُست (اسپوروفیت) ساقه‌های چندشاخه دارد که هر شاخه (محور) به یک هاگدان منتهی می‌شود.
گیاهان چندهاگدانه یک کلاد به‌شمار می‌آیند.